# Krzanowice (Opole)
Krzanowice (dodatkowa nazwa w j. niem. Krzanowitz) – część miasta Opole położonego w województwie opolskim.
Miejscowość wraz z jej obrębem ewidencyjnym wsi włączono do Opola 1 stycznia 2017. Przed włączaniem miejscowość była wsią w województwie opolskim, w powiecie opolskim, w gminie Dobrzeń Wielki.
W latach 1975–1998 miejscowość administracyjnie należała do ówczesnego województwa opolskiego.
Z Opola dojazd autobusami miejskimi linii nr 21.

## Nazwa
W okresie hitlerowskiego reżimu w latach 1934-1945 miejscowość nosiła nazwę Erlengrund.